# District de Vesoul
Le district de Vesoul est une ancienne division territoriale française du département de la Haute-Saône qui exista de 1790 à 1795.

## Composition
Il était constitué des cantons de Vesoul, Anthoison, Colombier, Cromary, Faverney, Granvelle, Montbozon, Noroy, Port sur Saône, Rioz et Scey sur Saône.

## Galerie

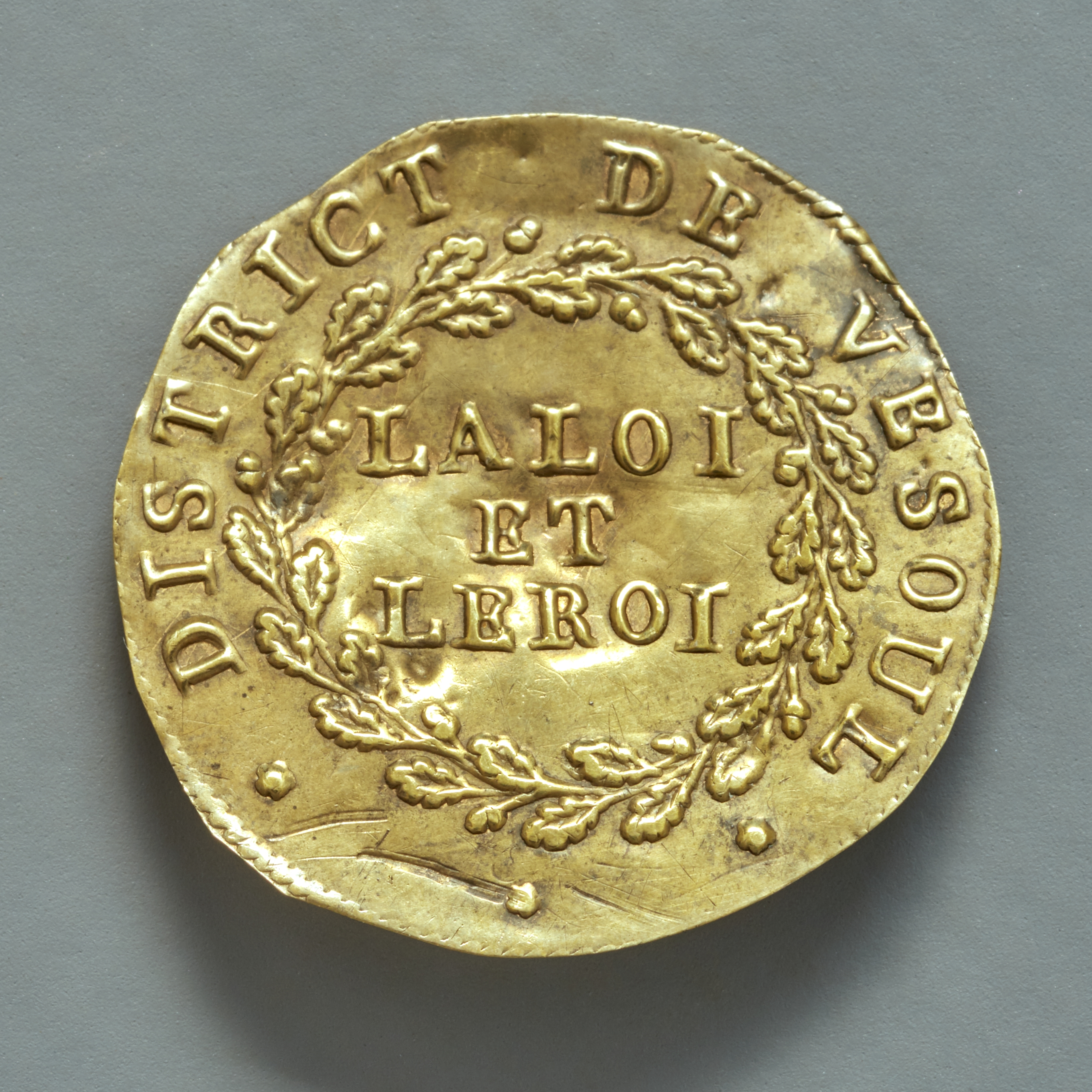
Bouton (musée Carnavalet) :  DISTRICT DE VESOUL
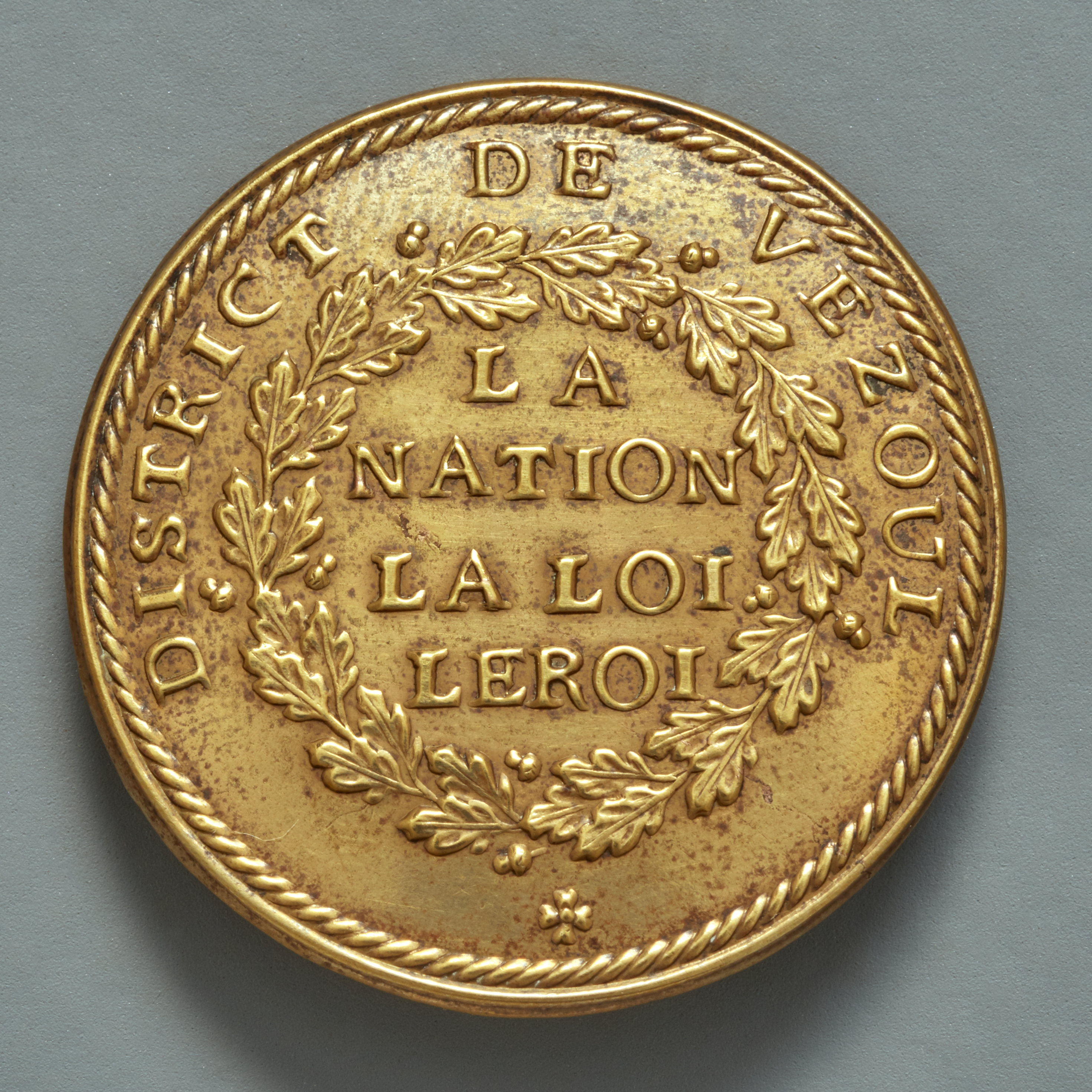
Bouton (musée Carnavalet) :  DISTRICT DE VEZOUL